# 高雷廉道
高雷廉道，清朝時廣東的行政區劃。雍正八年五月置，駐高州府，為分巡兵備道。乾隆三年十一月，雷州府往屬雷瓊道，稱高廉道。